# Сборная Эстонии по регбилиг
Сборная Эстонии по регбилиг — национальная спортивная команда Эстонии, которая представляла Эстонию в международном регбилиг с 2005 года. Команда принимала участие в Турнире центральноевропейского развития Трёх наций (англ. Central Europe Development Tri-Nations) и Европейской Чаше регбилиг.
На момент последней оценки рейтинга Международной федерации регбилиг (2009 год) Эстония занимала 22-е место, опережая ЮАР и уступая Латвии. Команда за свою историю не выиграла ни одного матча, а после расформирования Эстонской федерации регбилиг в 2012 году прекратила существование и больше не созывалась на европейские чемпионаты любого уровня.

## Все матчи
| Дата            | Турнир            | Противник | Счёт  |
| --------------- | ----------------- | --------- | ----- |
| 22 июля 2006    | Турнир трёх наций | Германия  | 24:38 |
| 2 сентября 2006 | Турнир трёх наций | Австрия   | 32:56 |
| 28 июня 2008    | Европейская Чаша  | Латвия    | 10:48 |
| 3 августа 2008  | Европейская Чаша  | Латвия    | 10:62 |
| 26 июля 2009    | Европейская Чаша  | Украина   | 0:86  |
| 8 августа 2009  | Европейская Чаша  | Латвия    | 4:74  |